# Il difensore misterioso
Il difensore misterioso (The Return of Bulldog Drummond) è un film del 1934 diretto da Walter Summers.
Tratto dal romanzo The Return of Bulldog Drummond, il film fa parte di una serie di pellicole dedicate al personaggio di Bulldog Drummond creato dallo scrittore H.C. McNeile.

## Trama
Bulldog Drummond raduna un gruppo di ex soldati per agire come vigilantes e bloccare alcuni mercanti d'armi che vogliono scatenare una nuova guerra mondiale

## Produzione
Il film fu prodotto da Walter C. Mycroft per la British International Pictures (BIP)

## Distribuzione
Distribuito dalla Wardour Films, il film fu presentato in prima a Londra il 19 aprile 1934 con il titolo originale The Return of Bulldog Drummond per poi uscire nelle sale britanniche il 22 ottobre. In Danimarca, fu distribuito l'8 ottobre 1934. Negli USA, il film fu distribuito nel 1935 dalla Mundus Distributing Corp.